# 베스트팔렌 조약

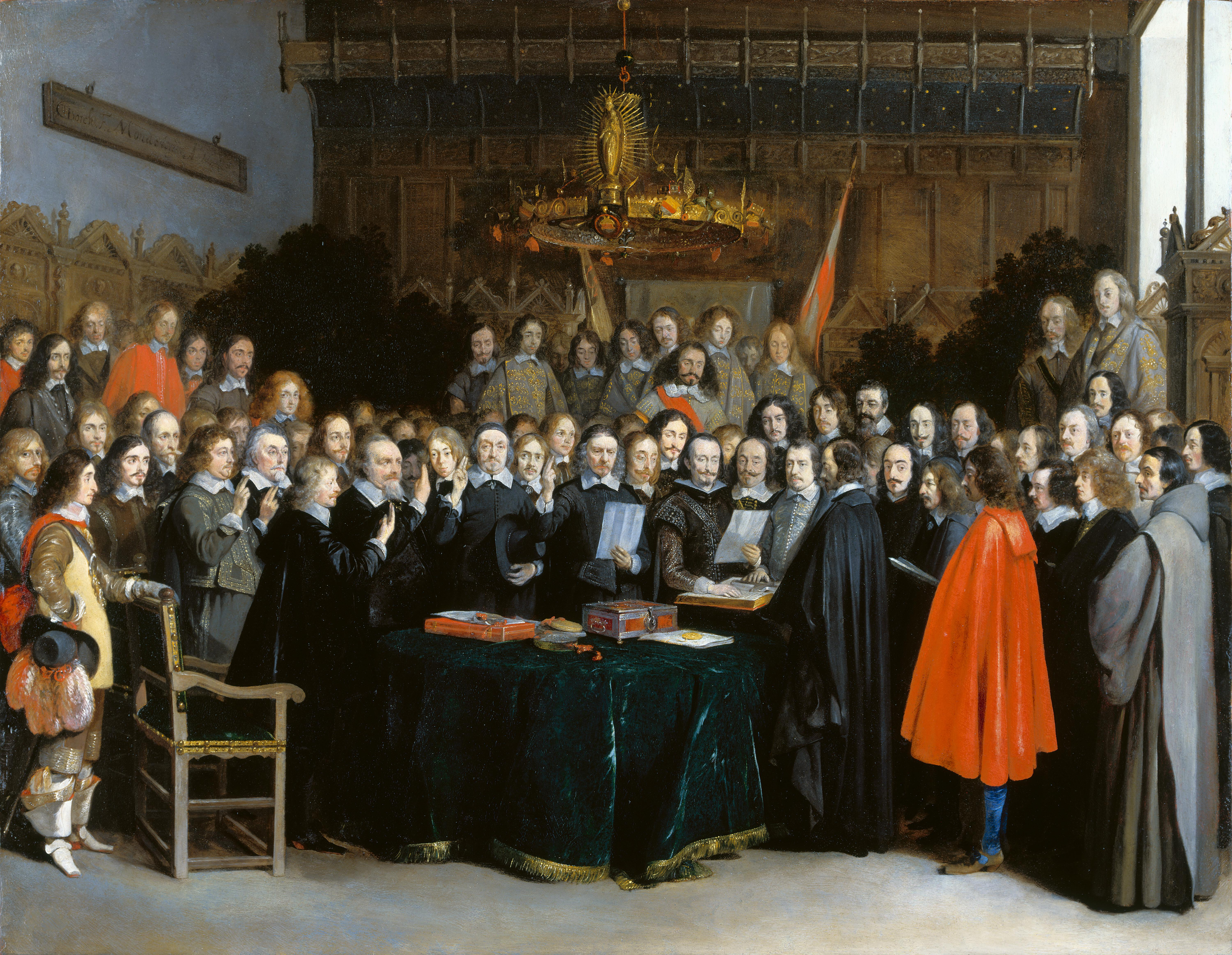
베스트팔렌 조약의 비준

베스트팔렌 조약( - 條約, 독일어: Westfälischer Friede, 영어: Peace of Westphalia)은 오스나브뤼크와 뮌스터(각각 1648년 5월 15일과 10월 24일)에서 체결해 프랑스어로 조문을 작성한 평화 조약을 일컫는다. 웨스트팔리아 평화회의를 "국제법 출발점"이라고 말한다. 이 조약 원인이었던 30년 전쟁을 "최초 국제전쟁"이라고 부른다. "국제법 아버지"인 네덜란드 법학자 그로티우스가 사망한 지 3년 후 시점이다. 이로써 신성로마제국에서 일어난 30년 전쟁(1618~48년)과 에스파냐와 네덜란드 공화국 사이 80년 전쟁이 끝났다. 이 조약에는 에스파냐, 프랑스, 스웨덴, 네덜란드 신성로마제국 황제 페르디난트 3세(합스부르크 가)와 각 동맹국 제후와 신성로마제국 내 자유도시(Freie Reichsstadt)가 참여했다.
베스트팔렌 조약은 최초 근대적인 외교 회의를 통해 나온 것으로, 국가 주권 개념에 기반을 둔 새로운 질서를 중부 유럽에 세웠다. 1806년까지 이 규정은 신성로마제국 헌법 일부였다. 프랑스와 에스파냐 전쟁을 종식한 1659년 피레네 조약도 종종 여기에 포함하기도 한다. 외교사가들은 근대 외교조약 효시를 이 베스트팔렌 조약으로 인정하고 있다. 30년 전쟁이 로마 가톨릭교회와 개신교 대립이라는 종교적 문제를 명분으로 발발했지만, 이후 전개 과정에서는 종교보다 왕조와 국익을 앞세워 길어진 유럽 국가들 정치적인 전쟁이기 때문이다. 로마 가톨릭교회 국가인 부르봉 왕가의 프랑스가 개신교 국가인 네덜란드를 지원하다가 후반기에는 직접 합스부르크 왕조의 오스트리아 및 에스파냐 등과 전쟁을 했다는 사실에서 극명하게 나타난다.
이 조약을 통해서 종교의 자유가 허용되면서 개신교 국가들이 로마 가톨릭교회 탄압에서 벗어나 생존 발판을 마련했으며, 역사에서 처음으로 프로이센이 왕국으로 등장하였다. 네덜란드와 스위스는 독립을 인정받았으며, 프랑스는 이 전쟁을 통해서 영토를 확장하였다.
베스트팔렌 조약 이후 서유럽 프랑스, 동유럽 스웨덴이 패권국 지위를 유지한 1648년~1700년을 베스트팔렌 체제라고 한다. 베스트팔렌 체제는 스페인 왕위 계승 전쟁으로 서유럽 패권이 프랑스에서 영국으로 넘어가고, 대북방 전쟁으로 동유럽 패권이 스웨덴에서 러시아로 넘어가면서 끝났다.

## 조약을 체결한 곳

### 함부르크 조약
프랑스와 합스부르크 제국 사이 평화 협상은 1636년 쾰른에서 이루어질 예정이었다. 그러나 이 협상은 프랑스가 막았다.
프랑스의 리슐리외는 신성로마제국내의 국가를 포함하여 자국 동맹들을 모두 협상에 끌어들이길 원했다. 함부르크와 뤼베크에서 스웨덴과 신성로마제국은 함부르크 조약을 맺는다. 이것은 로마 가톨릭 추기경 출신의 외교관인 리슐리외의 중재로 이루어진 것이다.
신성로마제국과 스웨덴은 쾰른에서 예비 협상을 선언하고, 함부르크 조약이 전체 평화 협정의 예비 협상임을 알렸다. 전체 평화 협정은 베스트팔렌의 뮌스터와 오스나브뤼크 시에서 진행되었다. 두 도시는 평화협상을 위해 중립 및 비무장 지역이 되었다. 1535년 다시 로마 가톨릭으로 돌아선 뮌스터는 한 종파가 강력하게 뿌리내린 도시였다. 이 곳에는 뮌스터 주교령의 총회가 있었다. 오직 로마 가톨릭의 미사만 허용되었으며, 개혁교회(Reformed Church, 장로교회)나 루터교회(Luthran Church)의 예배 공간은 없었다.

### 오스나브뤼크
오스나브뤼크는 루터교회와 로마 가톨릭이 공존하는 도시로, 루터교회 시민과 루터교회만 참여한 시 의회 및 오스나브뤼크 주교령의 성직자와 로마 가톨릭 신자들이 다니는 교회가 루터교회와 로마 가톨릭에 각각 두 곳씩 있었다. 1628년에서 1633년 사이 오스나브뤼크는 가톨릭 제후연맹과 가톨릭 주교령 바르텐베르크 백작 프란츠 빌헬름군의 지배하에 있었으며, 반종교개혁이 실시되어 여러 루터교회 시민들이 추방되었다. 이후 스웨덴군에 점령되었는데, 이때 오스나브뤼크의 로마 가톨릭 신자들은 쫓겨나지 않았으나 스웨덴군에 군세(軍稅)로 크게 고통받았다. 때문에 오스나브뤼크는 중립 및 비무장 지대로 선포되어 크게 안심하게 되었다.
두 도시들은 제국내 자유 도시로라도 지정되도록 더 많은 자치권을 얻고자 하여 평화 협상을 환영했다. 두 도시는 중립을 지키고 각 진영(자신들의 주군과 각 주교령을 포함하여)이 정치적 영향력을 행사하지 못하게 금지했다.
종교개혁이후 루터교회가 뿌리내린 스웨덴은 회담 장소로 오스나브뤼크를 선호하여, 양측의 각 동맹을 포함한 신성로마제국과의 평화 협상은 오스나브뤼크에서 열렸다. 양측 동맹 및 제국과 프랑스간의 협상과 네덜란드 공화국과 에스파냐간의 협성은 뮌스터에서 열렸다.

## 외교 사절
이 평화 협상에는 정확한 시작과 종결이 없는데, 이에 참여한 총 109개국 외교 사절단이 일개 정식 회의에서 만난게 아니라, 1643년에서 1646년 사이에 중단되고 1647년에서 1649년 사이에는 탈회 상태였기 때문이다. 1646년 1월에서 1647년 7월 사이 가장 많은 수의 외교관들이 모였던 것으로 보인다. 유럽의 16개 나라와 66개의 제국령에서 사절을 파견하여 총 140개 관련 제국령을 대표했으며, 27개 이익 집단의 사절들은 총 38개 집단의 여러 집단의 이익을 대변했다.
프랑스 사절단은 앙리 2세 오를레앙 롱게비유 공이 이끌었으며, 나중에 외교관 클로드 다보와 아벨 세르비엥도 왔다. 스웨덴의 전권대사는 대법관 악셀 옥센셰르나의 아들 요한 옥센셰르나와 요한 아들레르 살비우스를 보냈다. 신성로마제국 사절단장으로는 뮌스터에서 막시밀리안 폰 트라우트만스도르프 백작으로 요한 루트비히 폰 나사우-아데마르와 이삭 볼마르(법률가)가 그를 도왔으며, 오스나브뤼크에서는 요한 막시밀리안 폰 람베르크와 법률가 요한 크라네가 사절이었다. 에스파냐의 사절은 가스파르 데 브라카몬테 이 구스만이 이끌었다. 쾰른의 로마 교황 대사 파비오 치기와 베네치아 특사 알비세 콘타리니가 중재자로 활동했다. 신성로마제국의 여러 제국령에서도 사절을 보냈다. 브란덴부르크는 여러 대표자가 있었는데, 볼마르와 요아힘 프리드리히 폰 블루멘탈이었다. 네덜란드 공화국에서는 8명의 사절단을 보냈으며, 바젤 시장 요한 루돌프 베트슈타인은 구스위스 연방의 대표였다.

## 결과

### 내부 정치적 경계선

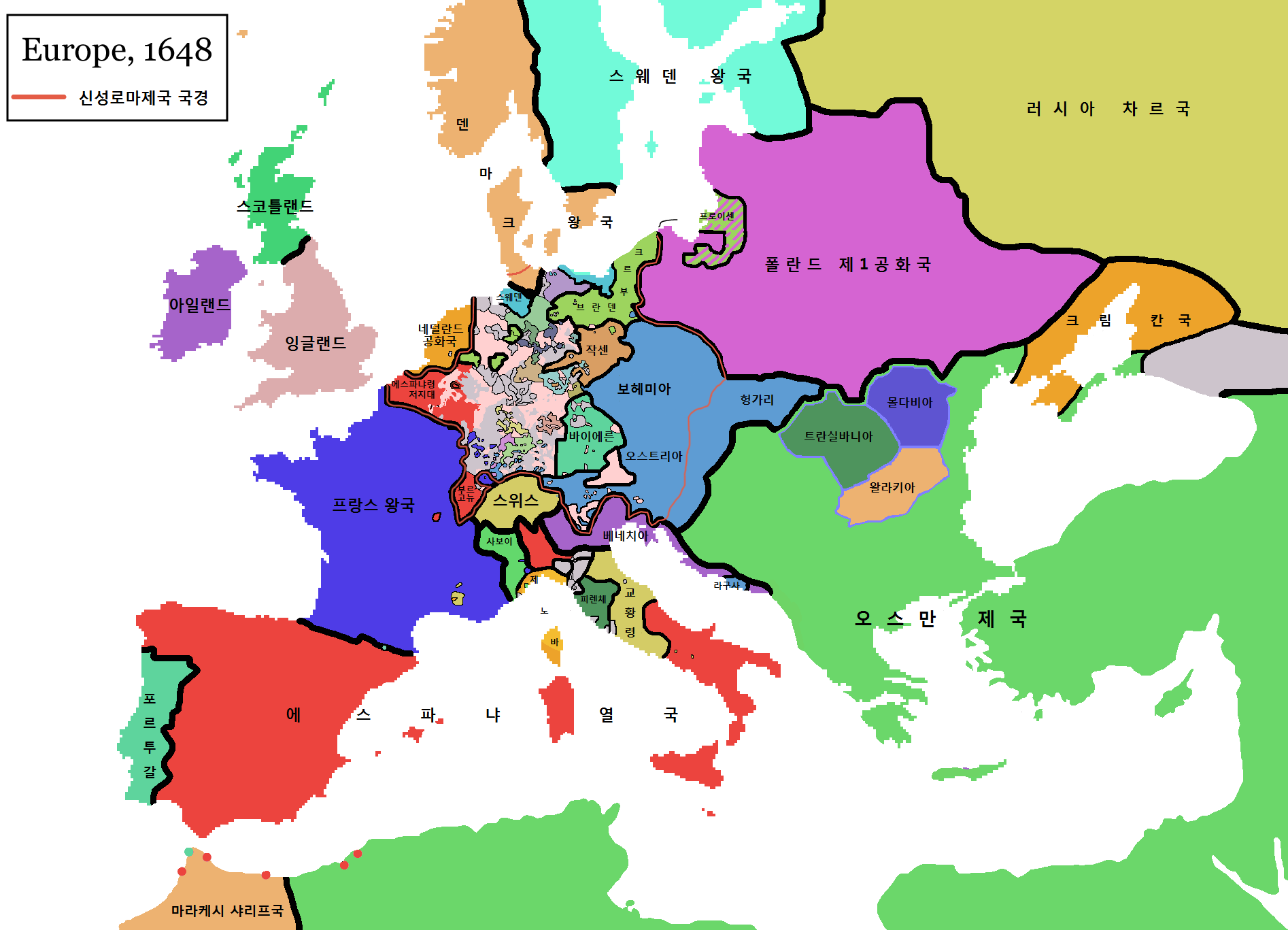
1648년 베스트팔렌 조약 이후의 간단한 유럽 지도

신성로마제국 헌법에 위반되는 페르디난트 3세의 권력은 분할되어 제국령의 지배자에게 돌아갔다. 이 조치로 각 제국령의 지배자들은 각자 자신의 종교 신앙을 결정할 수 있게 되었다. 개신교와 로마 가톨릭은 법 앞에 평등하게 규정되었으며, 개혁교회도 법적으로 인정받게 된다.

### 조목
베스트팔렌 조약의 주된 조목은 다음과 같다.
- 모든 진영은 각 제후에 로마 가톨릭 교회, 루터교회, 또 이제 개혁교회 중 자신의 종교를 결정할 권리를 부여한 1555년의 아우크스부르크 화의를 인정한다. (cuius regio, eius religio →각자의 나라에 자신의 종교 원칙.)[3][4]
- 자기네 종파의 교회가 없는 공국에 사는 그리스도 교인은 할당된 시간 동안 그리고 사적으로 공적인 신앙 의식을 치를 수 있다.[5]

1648년의 신성로마제국

- 네덜란드는 스페인에서, 스위스는 신성로마제국에서 공식적으로 독립한다.
- 조약에서 대부분의 조항들은 추기경 마자랭이 쓴 것에 따를 수 있다. 당시 마자랭은 프랑스의 실권자였다. (국왕 루이 14세는 아직 어린 아이였다) 프랑스는 전쟁에서 다른 나라보다 훨씬 유리한 위치에서 끝냈다. 프랑스는 메츠, 툴루즈, 로렌 지방 근처의 베르됭의 주교령과 알사스의 열개의 동맹 도시(Décapole)를 확보했다.(그러나 스트라스부르 시, 스트라스부르 주교령 또는 뮐하우젠 제외)
- 스웨덴은 서부 포메른(이때부터 스웨덴 포메른)과 비스마르 및 브레멘과 베르덴의 주교령을 지배함과 동시에 배상금을 받는다. 따라서 스웨덴은 오데르, 엘베, 베저 강의 하구를 지배하게 되었으며, 독일 제국 의회의 제후 회의에서 3개 투표권을 얻는다.
- 바이에른은 선제후의 신성로마제국 황제 선거에 투표권을 계속 가지는데, 이것은 이미 1623년 선제후 프리드리히 5세의 칙령으로 승인을 받은 것이었다. 프리드리히의 아들인 선제후는 이제 8개의 투표권을 가지게 되었다.
- 선제후령은 새로 승인된 칼 루트비히 1세의 영토와 바이에른의 막시밀리안 선제후 공작의 영토로 나누며, 이로써 개신교와 로마 가톨릭의 범위가 구분되었다. 칼 루트비히는 라인 강을 따라 상부 선제후령을 얻었고, 막시밀리안은 바이에른 북부의 상부 선제후령을 얻는다.
- 브란덴부르크-프로이센(이후 프로이센)은 동부 포메른 지역, 그리고 마그데부르크와 할버슈타트, 캄민, 민덴의 주교령을 얻는다.
- 1609년에 죽은 윌리히-클레베스-베르크의 승계를 확실히 한다. 윌리히, 베르크, 라벤슈타인은 노이부르크 선제후 백작에게, 클레베스, 마르크, 라벤스베르크는 브란덴부르크에 넘긴다.
- 오스나브뤼크 주교령은 개신교와 로마 가톨릭이 공존하며, 브라운슈비크-뤼네부르크 가의 차남 이하의 자제 중에서 프로테스탄트 감독을 임명한다.
- 브레멘 시의 독립을 확인한다.
- 전란기에 생긴 무역 및 상업 장벽은 철폐되며, 라인 강에서 '어느 정도' 자유로이 항행할 수 있다.[6]

## 같이 보기
- 네덜란드 독립 전쟁
- 종교의 자유
- 스웨덴 제국
- 아우크스부르크 화의
- 30년 전쟁
- 마그나 카르타